# 다케다 노부시게 (1525년)

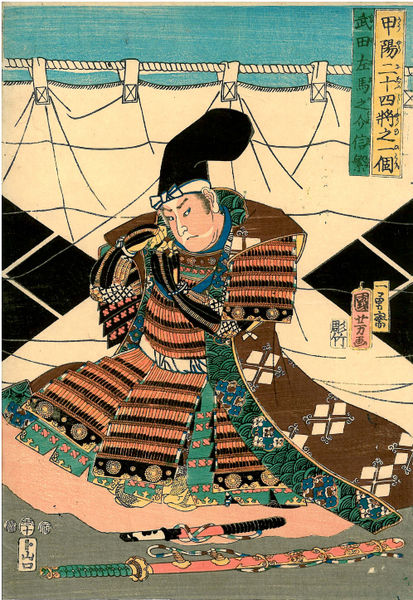
다케다 노부시게

다케나 노부시게(일본어: 武田信繁)는 센고쿠 시대의 무장이다. 가이 다케다 가문 제 18대 당주 다케다 노부토라의 아들이며, 다케다 신겐의 동생이다.
관직인 사마노스케(左馬助)의 당명(唐名, 중국 풍의 별칭)인 덴큐(典厩)라고 불렸으나, 적자 다케다 노부토요(武田信豊)도 덴큐라고 자칭하였기 때문에 후세에는 고텐큐(古典厩)라고 불렸다. 다케다 24장에서는 다케다 가문의 부대장 격으로 여겨진다.

## 생애
다이에이 5년(1525년), 다케다 노부토라의 아들로 태어났다. 아명은 지로(次郎).
덴분 10년(1541년)에 형 하루노부(후의 신겐)가 아버지 노부토라를 스루가의 이마가와 가문으로 추방하였다. 《고요군칸(甲陽軍鑑)》에 따르면, 노부토라가 노부시게를 어렸을 때부터 총애하여 적남인 하루노부를 폐하고 노부시게에게 가독을 물려주려고 했기 때문이라고 한다.
하루노부 대에 다케다 가문은 시나노 침공을 본격화하여, 무라카미 요시키요를 비롯한 시나노의 고쿠진 영주와 에치고의 우에스기 겐신과의 고에쓰 대립구도가 생기게 된다. 노부시게는 하루노부의 보좌역으로서 시나노 경략에 종사하여 덴분 20년(1551년) 7월 무라카미 공격에 선진으로 출진하였고, 덴분 22년(1553년의 시나노 카리야하라 성(苅屋原城) 공략, 무라카미 가문의 가쓰오 성(葛尾城) 공략 등에서 공을 세웠다. 다케다 가문은 정복한 시나노 제후에 대해 일족을 양자로 보내는 회유책을 택하여, 노부시게의 아들도 시나노 사쿠 군(佐久郡)의 모치즈키 가문(望月氏)의 양자로 들어갔다.
에이로쿠 4년(1561년) 9월 10일, 제 4차 가와나카지마 전투에서 적군인 우에스키군이 쏜 조총탄알에 왼쪽가슴을 맞아 가와나카지마 (현 나가노현 나가노시)에서 전사하였다. 향년 36세.
신겐 대에는 다케다 일족에서도 다케다 성을 쓰도록 허락받은 사람이 많지 않았는데, 노부시게는 동생인 다케다 노부카도(武田信廉)와 함께 다케다 성을 쓰는 것을 허락받았다. 노부시게·노부토요의 다케타 덴큐가문(典厩家)은 노부카도의 다케다 쇼요켄가문(逍遥軒家)과 함께 일문의 필두로서 지배지의 성을 지키는 역할이 아니라, 다케다 가문의 본거지 고후(甲府)에 주재하며 다케다 가문의 외교에 참여하며 전투 시에는 선봉을 통솔하는 역할로 출진하는 중책을 맡았다.

## 인물
노부시게는 상당한 교양을 갖추고 있었던 듯, 구게 요쓰쓰지 스에토오(四辻季遠)등이 가이에 방문하였을 때, 와카를 읊었다는 기록이 있으며, 《논어》 등의 중국 고전에서 인용한 구절이 보이는 99개 조항의 가훈을 작성하였다.
가와나카지마에서 노부시게가 전사하자 신겐은 노부시게의 유해를 안고 통곡했다고 전해지며, 우에스기 겐신 쪽에서도 그의 죽음을 애석해했다고 한다. 다케다 가신단에서도 만일 노부시게가 살아있었다면 신겐의 장남 요시노부의 모반은 일어나지 않았을 거라며 아쉬워하는 자가 많았다. 에도 시대에 들어서도 “진짜 무장”이라는 평가가 있을 정도로 인기가 높아, 적자 노부토요(信豊)에게 남긴 《다케다 노부시게 가훈》은 부시의 수칙으로서 널리 읽혔으며, 유학자 무로 규쇼(室鳩巣)는 “덴분, 에이로쿠 연간에 현자라고 칭할만한 인물이 있었다. 고슈(甲州) 다케다 신겐 공의 아우, 고텐큐 노부시게 공이다.”라고 칭송하였다.

## 같이 보기
- 가와나카지마 전투